# Bergwertung (Tour de France)
Die Bergwertung der Tour de France wurde erstmals bei der Tour de France 1933 unter dem Namen Grand Prix de la Montagne (frz.: Großer Bergpreis) ausgetragen. Es gewinnt der Fahrer, der die meisten Punkte während aller Etappen sammelt. Die Punkte werden für die Platzierung auf klassifizierten Anstiegen während der Etappe vergeben.

## Gepunktetes Trikot

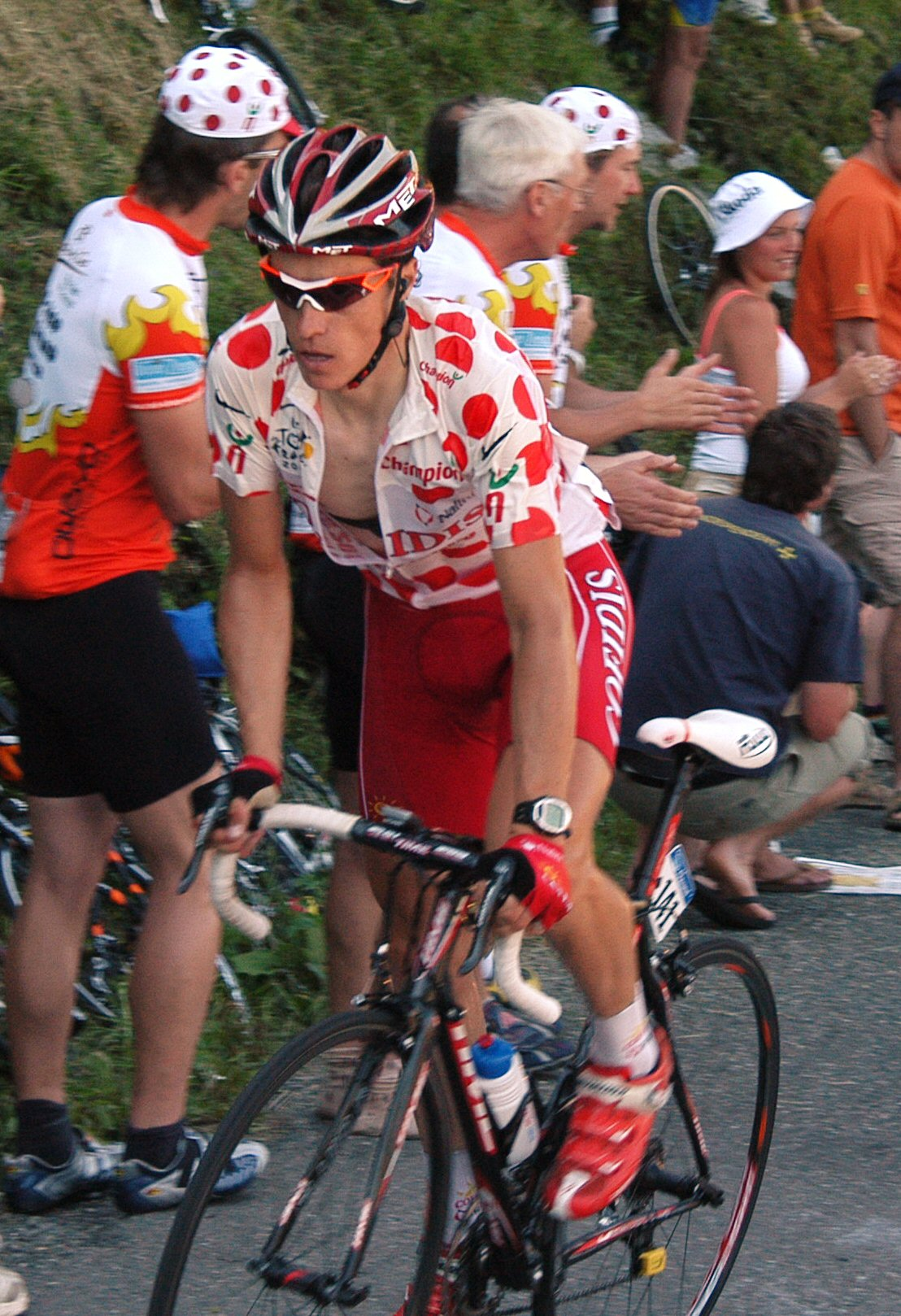
Sylvain Chavanel im Gepunkteten Trikot – auf der 7. Etappe der Tour de France 2007 am Anstieg zum Col de la Colombière.

Seit der Tour de France 1975 trägt der Führende der Bergwertung nach einer Etappe am nächsten Tag das rot-gepunktete Wertungstrikot (frz. maillot à pois rouges).
Die markante Gestaltung des Gepunkteten Trikots soll auf den französischen Schokoladenhersteller „Chocolat Poulain“ zurückgehen, der seine Schokolade in weißem Papier mit roten Punkten verkaufte und die Bergwertung ursprünglich sponserte. Obwohl der Sponsor inzwischen gewechselt hat, wurde die Punkte-Optik beibehalten. Andere Quellen stellen dies in Zweifel, da es keinen Beweis für eine solche Verpackung gebe.

## Punktevergabe

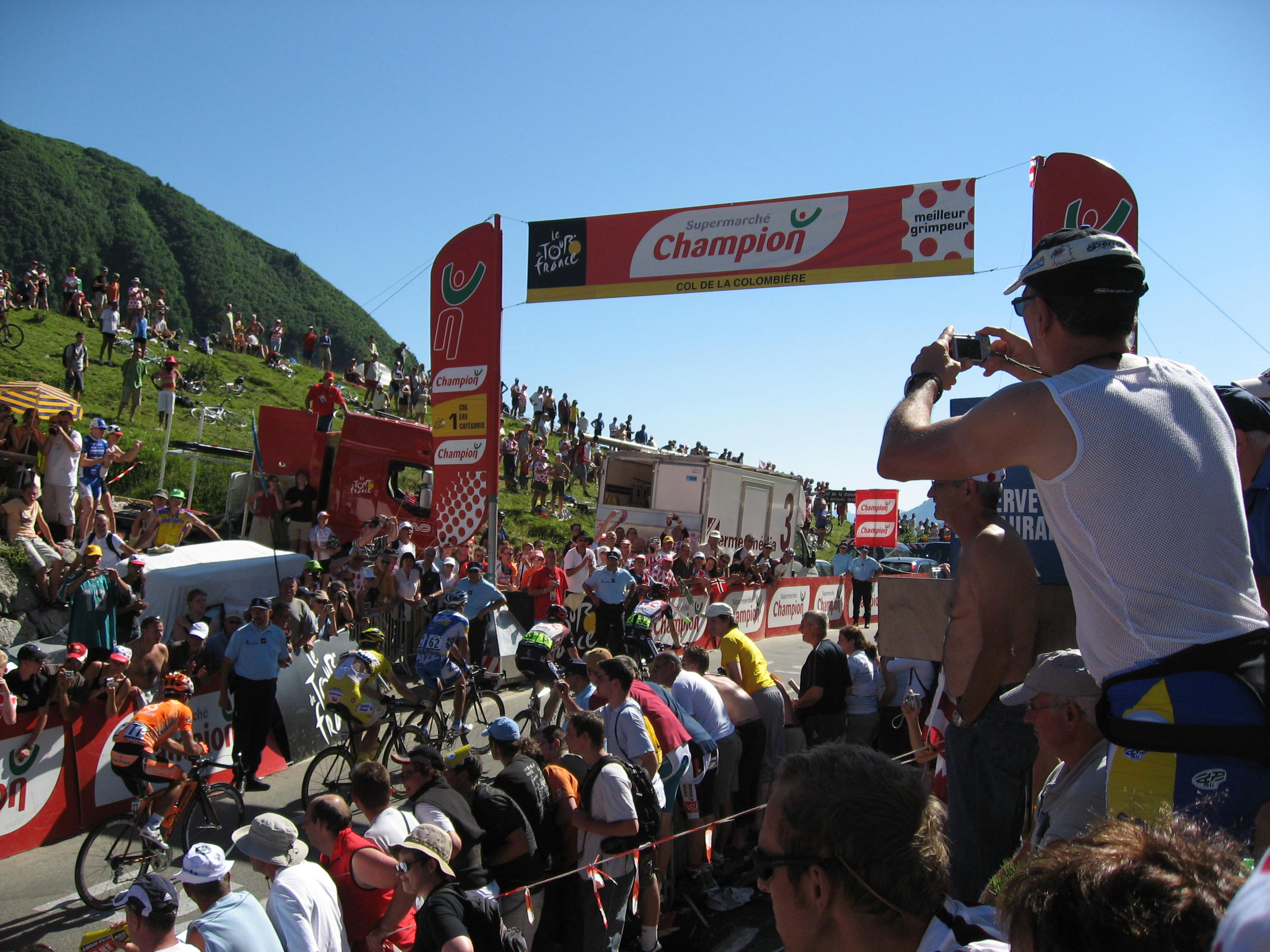
Bergwertung am Col de la Colombière bei der 7. Etappe der Tour de France 2007

Der Modus der Bergwertung ist ähnlich wie bei der Punktewertung. Am Ende jeder vom Veranstalter als Bergwertung klassifizierten Steigung werden Punkte vergeben. Die Kategorie beschreibt die Schwierigkeit des Anstiegs. Die höchste Einstufung ist hors catégorie (HC, außerhalb der Kategorien), die niedrigste Einstufung ist die 4. Kategorie. Die Punkte werden je nach Platzierung bei der Bergwertung vergeben. Dabei ist die Vergabe von Bergpunkten nicht auf das Gebirge beschränkt, sondern kann auch bei kleineren Steigungen (Hügeln, bspw. der 4. Kategorie) auf Flachetappen stattfinden.
Bei der Tour de France 2017 galt z. B. folgendes Schema:
| Kategorie      | Punktevergabe nach Platzierung | Punktevergabe nach Platzierung | Punktevergabe nach Platzierung | Punktevergabe nach Platzierung | Punktevergabe nach Platzierung | Punktevergabe nach Platzierung | Punktevergabe nach Platzierung | Punktevergabe nach Platzierung |
| Kategorie      | 1                              | 2                              | 3                              | 4                              | 5                              | 6                              | 7                              | 8                              |
| -------------- | ------------------------------ | ------------------------------ | ------------------------------ | ------------------------------ | ------------------------------ | ------------------------------ | ------------------------------ | ------------------------------ |
| Hors Catégorie | 20                             | 15                             | 12                             | 10                             | 8                              | 6                              | 4                              | 2                              |
| 1. Kategorie   | 10                             | 8                              | 6                              | 4                              | 2                              | 1                              |                                |                                |
| 2. Kategorie   | 5                              | 3                              | 2                              | 1                              |                                |                                |                                |                                |
| 3. Kategorie   | 2                              | 1                              |                                |                                |                                |                                |                                |                                |
| 4. Kategorie   | 1                              |                                |                                |                                |                                |                                |                                |                                |

Sieger ist der Fahrer mit den meisten Punkten. Bei Punktegleichstand zwischen zwei oder mehreren Fahrern ist das entscheidende Kriterium die Anzahl der ersten Plätze bei Bergankünften hors catégorie. Sollte es dabei wiederum einen Gleichstand geben, entscheidet die Anzahl der ersten Plätze bei den Bergwertungen der jeweils nächsten Kategorie. Im Falle eines Gleichstands auch nach Zahl der ersten Plätze in sämtlichen Kategorien ist schließlich die Platzierung der Fahrer im Gesamtklassement maßgeblich.

## Anstiege „hors catégorie“

### Kriterien
Als hors catégorie, abgekürzt HC, werden durch den Tour-de-France-Veranstalter ASO die am höchsten eingestuften Anstiege bezeichnet. Obwohl der Name übersetzt außerhalb oder jenseits aller Kategorien bedeutet, handelt es sich schlicht um eine zusätzliche Kategorie von Anstiegen, die 1979 oberhalb der existierenden Kategorien 1 bis 4 eingefügt wurde. Im deutschen Sprachraum wird sie teilweise fälschlich als Ehrenkategorie bezeichnet.
Die Einstufung gilt nur im Rahmen der jeweiligen Etappe. Welche Einstufung ein Pass erhält, hängt nicht zuletzt davon ab, von welcher Seite er befahren wird und an welcher Stelle innerhalb der Etappe er liegt. Beispielsweise wurde die Westrampe des Col d’Aubisque seit 1979 stets als HC eingestuft, die Ostrampe jedoch meist als Anstieg 1. Kategorie, aber gelegentlich auch 2. Kategorie oder HC. Es gibt somit keine festgelegten Regeln, ab wann ein Anstieg als HC einzustufen ist. Meistens ist dies entweder ab mehr als 1500 Höhenmetern der Fall oder ab 1000 Höhenmetern bei durchschnittlicher Steigung oberhalb von 6,5 %. Es gibt bei der Tour de France aber auch Pässe, die diese Parameter nicht erfüllen und trotzdem als Berge hors catégorie gelten. So hat z. B. der Anstieg nach Luz Ardiden nur 870 Höhenmeter. Andererseits überwindet der Port d’Envalira 1685 Höhenmeter, ist jedoch wegen der relativ geringen Steigung ein Berg der ersten Kategorie.

### Liste
Folgende Pässe waren bisher bei der Tour de France als Bergwertungen hors catégorie eingestuft:
Legende:
- Die vier fettgedruckten Berge gelten als die berühmtesten Anstiege der Tour de France.
- G. → Gebirge ( P=Pyrenäen,  A=Alpen,  Z=Zentralmassiv,  J=Jura)

| G. | Land       | Name                   | Passhöhe/ Zielhöhe | überwundene Höhenmeter | überwundene Höhenmeter | durchschnittliche Steigung | durchschnittliche Steigung | Foto                                                      |
| G. | Land       | Name                   | Passhöhe/ Zielhöhe | Seite 1                | Seite 2                | Seite 1                    | Seite 2                    | Foto                                                      |
| -- | ---------- | ---------------------- | ------------------ | ---------------------- | ---------------------- | -------------------------- | -------------------------- | --------------------------------------------------------- |
| P  | Andorra    | Arcalís                | 2.225 m            | 753 m                  | 753 m                  | 7,1 %                      | 7,1 %                      | Arcalís                                                   |
| P  | Frankreich | Col d’Aubisque         | 1.709 m            | 1.190 m                | 1.190 m                | 7,2 %                      | 7,2 %                      | Col d'Aubisque                                            |
| A  | Frankreich | Col de Granon          | 2.413 m            | 1.049 m                | 1.009 m                | 9,2 %                      | 6,6 %                      | Col de Granon                                             |
| A  | Frankreich | Col de Joux Plane      | 1.712 m            | 989 m                  | 989 m                  | 8,5 %                      | 8,5 %                      | Col de Joux Plane                                         |
| A  | Frankreich | Col de la Bonette      | 2.715 m            | 1.502 m                | 1.565 m                | 6,8 %                      | 6,5 %                      | Col de la Bonette                                         |
| A  | Frankreich | Col de la Croix de Fer | 2.067 m            | 1.545 m                | 1.356 m                | 5,2 %                      | 4,3 %                      | Col de la Croix de Fer                                    |
| A  | /          | Col de la Lombarde     | 2.350 m            | 1.360 m                | 1.478 m                | 5,7 %                      | 7,4 %                      | Col de la Lombarde                                        |
| A  | Frankreich | Col de la Madeleine    | 1.993 m            | 1.465 m                | 1.547 m                | 5,4 %                      | 8,0 %                      | Col de la Madeleine                                       |
| P  | Frankreich | Col de Soudet          | 1.540 m            | 1.090 m                | 1.090 m                | 7,3 %                      | 7,3 %                      |                                                           |
| A  | Frankreich | Col d’Izoard           | 2.360 m            | 1.095 m                | 1.095 m                | 6,8 %                      | 6,8 %                      | Col d'Izoard                                              |
| A  | Frankreich | Col du Galibier        | 2.645 m            | 1.226 m                | 587 m                  | 7,7 %                      | 6,9 %                      | Col du Galibier                                           |
| P  | Frankreich | Col du Tourmalet       | 2.115 m            | 1.405 m                | 1.270 m                | 7,6 %                      | 7,4 %                      | Col du Tourmalet                                          |
| A  | /          | Col Agnel              | 2.744 m            | 1.475 m                | 1.571 m                | 6,7 %                      | 6,5 %                      | Col Agnel                                                 |
| J  | Frankreich | Grand Colombier        | 1.501 m            | 1.245 m                | 1.245 m                | 7,1 %                      | 7,1 %                      | Grand Colombier                                           |
| A  | /          | Grosser St. Bernhard   | 2.469 m            | 1.752 m                | 1.878 m                | 5,9 %                      | 6,2 %                      | Grosser Sankt Bernhard                                    |
| P  | Frankreich | Hautacam               | 1.520 m            | 1.037 m                | 1.037 m                | 7,2 %                      | 7,2 %                      | Hautacam                                                  |
| A  | Frankreich | Alpe d’Huez            | 1.850 m            | 1.090 m                | 1.090 m                | 7,9 %                      | 7,9 %                      | Alpe d'Huez                                               |
| P  | Frankreich | Luz Ardiden            | 1.720 m            | 870 m                  | 870 m                  | 6,9 %                      | 6,9 %                      | Luz Ardiden                                               |
| A  | Frankreich | Col du Mont Cenis      | 2.083 m            | 1.581 m                | 1.581 m                | 5,2 %                      | 5,2 %                      | Col du Mont Cenis                                         |
| A  | Frankreich | Mont Ventoux           | 1.912 m            | 1.535 m                | 1.622 m                | 7,2 %                      | 7,1 %                      | Mount Ventoux                                             |
| P  | Frankreich | Plateau de Beille      | 1.780 m            | 1.248 m                | 1.248 m                | 7,9 %                      | 7,9 %                      | Plateau de Beille                                         |
| P  | Frankreich | Port de Balès          | 1.755 m            | 1.185 m                | 1.185 m                | 6,3 %                      | 6,3 %                      | Port de Balès                                             |
| P  | /          | Port de Larrau         | 1.573 m            | 1.193 m                | 1.193 m                | 8,1 %                      | 8,1 %                      | Port de Larrau                                            |
| P  | Frankreich | Port de Pailhères      | 2.001 m            | 1.281 m                | 871 m                  | 6,9 %                      | 8,2 %                      | Port de Pailhères                                         |
| P  | Frankreich | Col de Portet          |                    |                        |                        |                            |                            | Tour 2018, 2021 (jeweils die 17. Etappe als HC)           |
| Z  | Frankreich | Puy de Dôme            | 1.415 m            | 1.025 m                | 1.025 m                | 7,7 %                      | 7,7 %                      | Puy de Dôme                                               |
| A  | Frankreich | Val Thorens            | 2.275 m            | 1.794 m                | 1.794 m                | 5,2 %                      | 5,2 %                      | Val Thorens                                               |
| P  | Frankreich | Pla d’Adet             |                    |                        |                        |                            |                            | Tour 2014 (17. Etappe als HC)                             |
| A  | Frankreich | Col du Glandon         |                    |                        |                        |                            |                            | Tour 2015 (18. Etappe als HC)                             |
| A  | Schweiz    | Finhaut-Émosson        |                    |                        |                        |                            |                            | Tour 2016 (17. Etappe als HC und wohl erstmalig befahren) |
| A  | Frankreich | Montée de Bisanne      |                    |                        |                        |                            |                            | Tour 2018 (11. Etappe als HC)                             |
| A  | Frankreich | Col du Pré             |                    |                        |                        |                            |                            | Tour 2018 (11. Etappe als HC), 2021 (9. Etappe als HC)    |
| A  | Frankreich | Col de l’Iseran        |                    |                        |                        |                            |                            | Tour 2019 (19. Etappe und mehrfach davor als HC)          |
| A  | Frankreich | Col de la Loze         | 2.304 m            | 1.704 m                | 1.704 m                | 6,0 %                      | 6,0 %                      | Tour 2020, 2023 (jeweils die 17. Etappe als HC)           |
| J  | Frankreich | Plateau de Glières     |                    |                        |                        |                            |                            | Tour 2018 (10. Etappe als HC), 2020 (18. Etappe als HC)   |
| J  | Frankreich | Col de la Biche        |                    |                        |                        |                            |                            | Tour 2017 (9. Etappe als HC)                              |
| J  | Frankreich | Mont du Chat           |                    |                        |                        |                            |                            | Tour 2017 (9. Etappe als HC)                              |
| A  | Frankreich | Col de Vars            | 2.109 m            | 1.062 m                | 1.062 m                | 5,7 %                      | 5,7 %                      | Col de Vars                                               |

## Gewinner der Bergwertung
Richard Virenque konnte das Gepunktete Trikot insgesamt siebenmal gewinnen, dabei als erster Rennfahrer viermal hintereinander (1994–1997). 1998 war es ihm auf Grund der Verwicklung in den Festina-Dopingskandal nicht möglich, die Serie fortzusetzen. Je sechsmal gewannen Federico Bahamontes und Lucien Van Impe die Wertung des besten Bergfahrers.

### Chronologische Liste der Sieger der Bergwertung
- 1933:  Vicente Trueba
- 1934:  René Vietto
- 1935:  Félicien Vervaecke
- 1936:  Julián Berrendero
- 1937:  Félicien Vervaecke
- 1938:  Gino Bartali
- 1939:  Sylvère Maes
- 1947:  Pierre Brambilla
- 1948:  Gino Bartali
- 1949:  Fausto Coppi
- 1950:  Louison Bobet
- 1951:  Raphaël Géminiani
- 1952:  Fausto Coppi
- 1953:  Jesús Loroño
- 1954:  Federico Bahamontes
- 1955:  Charly Gaul
- 1956:  Charly Gaul
- 1957:  Gastone Nencini
- 1958:  Federico Bahamontes
- 1959:  Federico Bahamontes
- 1960:  Imerio Massignan
- 1961:  Imerio Massignan
- 1962:  Federico Bahamontes
- 1963:  Federico Bahamontes
- 1964:  Federico Bahamontes
- 1965:  Julio Jiménez
- 1966:  Julio Jiménez
- 1967:  Julio Jiménez
- 1968:  Aurelio González Puente
- 1969:  Eddy Merckx
- 1970:  Eddy Merckx
- 1971:  Lucien Van Impe
- 1972:  Lucien Van Impe
- 1973:  Pedro Torres
- 1974:  Domingo Perurena
- 1975:  Lucien Van Impe
- 1976:  Giancarlo Bellini
- 1977:  Lucien Van Impe
- 1978:  Mariano Martínez
- 1979:  Giovanni Battaglin
- 1980:  Raymond Martin
- 1981:  Lucien Van Impe
- 1982:  Bernard Vallet
- 1983:  Lucien Van Impe
- 1984:  Robert Millar
- 1985:  Luis Herrera
- 1986:  Bernard Hinault
- 1987:  Luis Herrera
- 1988:  Steven Rooks
- 1989:  Gert-Jan Theunisse
- 1990:  Thierry Claveyrolat
- 1991:  Claudio Chiappucci
- 1992:  Claudio Chiappucci
- 1993:  Tony Rominger
- 1994:  Richard Virenque
- 1995:  Richard Virenque
- 1996:  Richard Virenque
- 1997:  Richard Virenque
- 1998:  Christophe Rinero
- 1999:  Richard Virenque
- 2000:  Santiago Botero
- 2001:  Laurent Jalabert
- 2002:  Laurent Jalabert
- 2003:  Richard Virenque
- 2004:  Richard Virenque
- 2005:  Michael Rasmussen
- 2006:  Michael Rasmussen
- 2007:  Mauricio Soler
- 2008:  Bernhard Kohl 1
- 2009:  Franco Pellizotti 2
- 2010:  Anthony Charteau
- 2011:  Samuel Sánchez
- 2012:  Thomas Voeckler
- 2013:  Nairo Quintana
- 2014:  Rafał Majka
- 2015:  Chris Froome
- 2016:  Rafał Majka
- 2017:  Warren Barguil
- 2018:  Julian Alaphilippe
- 2019:  Romain Bardet
- 2020:  Tadej Pogačar
- 2021:  Tadej Pogačar
- 2022:  Jonas Vingegaard
- 2023:  Giulio Ciccone
- 2024:  Richard Carapaz
- 2025:  Tadej Pogačar

Anmerkung

## Träger des Gepunkteten Trikots aus deutschsprachigen Ländern

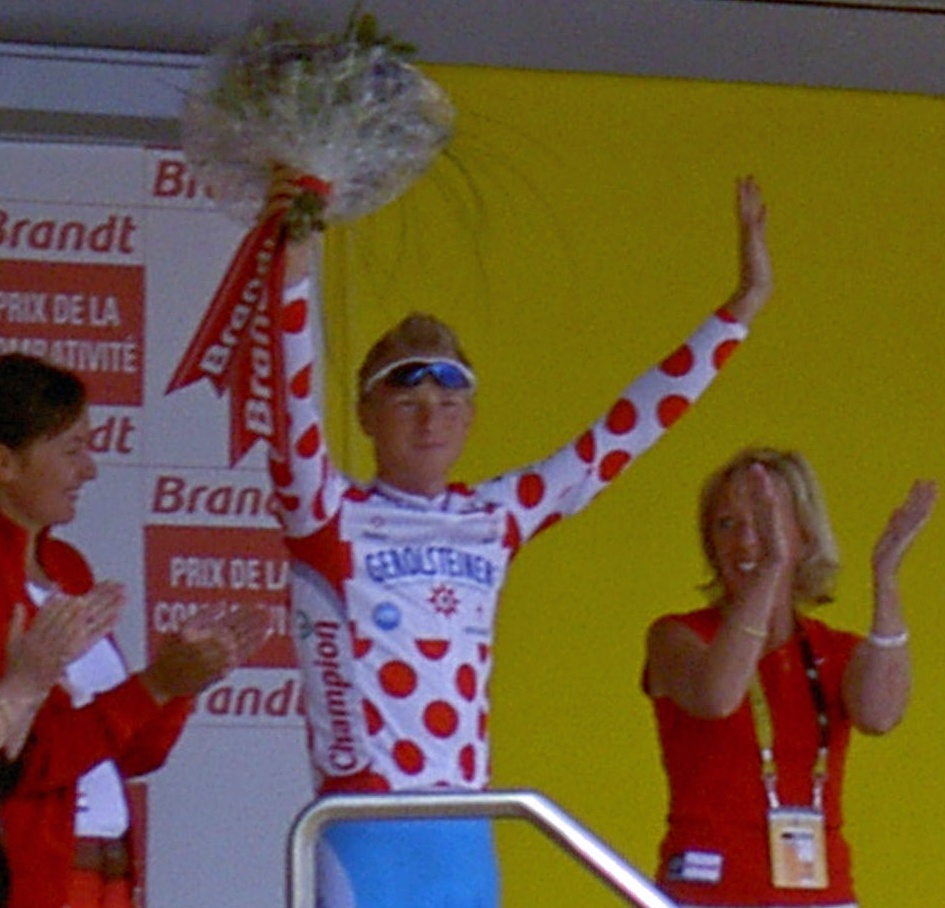
Fabian Wegmann im Gepunkteten Trikot (2005)

Bisher (Stand: 8. Juli 2023) trugen acht Fahrer aus Deutschland, zwei aus Österreich und je einer aus der Schweiz und aus Luxemburg das Gepunktete Trikot - als Führende oder Vertreter eines anderen Fahrers, der in einer höherrangigen Wertung führte. Von diesen gewannen einzig Tony Rominger und Charly Gaul die Abschlusswertung, während Bernhard Kohls Triumph wegen Dopings nachträglich aberkannt wurde.
Deutschland
1. Jens Voigt: 1998, 2014
2. Marcel Wüst: 2000
3. Rolf Aldag: 2003
4. Fabian Wegmann: 2005, 2006
5. Sebastian Lang: 2008
6. Tony Martin: 2014
7. Paul Voß: 2016
8. Simon Geschke: 2022 (9 Tage lang, deutscher Rekord)[6]

Österreich
1. Bernhard Kohl: 2008
2. Felix Gall: 2023[7]

Schweiz
1. Tony Rominger: 1993

Luxemburg
1. Charly Gaul: 1955, 1956, 1957 und 1958